# Peter Dajia
Peter Dajia, född 27 januari 1964, är en friidrottare från Kanada. Han deltog vid olympiska sommarspelen 1992.